# Olkamangijärvi
Olkamangijärvi är en sjö i Övertorneå kommun i Norrbotten och ingår i Torneälvens huvudavrinningsområde. Sjön har en area på 0,365 kvadratkilometer och ligger 116 meter över havet. Olkamangijärvi ligger i Torne och Kalix älvsystem Natura 2000-område.

## Delavrinningsområde
Olkamangijärvi ingår i det delavrinningsområde (744666-184272) som SMHI kallar för Utloppet av Olkamangijärvi. Medelhöjden är 173 meter över havet och ytan är 44,28 kvadratkilometer. Det finns inga avrinningsområden uppströms utan avrinningsområdet är högsta punkten. Vähäjoki som avvattnar avrinningsområdet har biflödesordning 3, vilket innebär att vattnet flödar genom totalt 3 vattendrag innan det når havet efter 156 kilometer. Avrinningsområdet består mestadels av skog (71 procent) och sankmarker (26 procent). Avrinningsområdet har 0,36 kvadratkilometer vattenytor vilket ger det en sjöprocent på 0,8 procent.